# Ashida-gawa
Pour les articles homonymes, voir Ashida.
Le fleuve Ashida (芦田川, Ashida-gawa) est un cours d'eau du Japon d'une longueur de 86 km. Il prend sa source dans le nord de la ville de Mihara (préfecture de Hiroshima), traverse la préfecture de Hiroshima et se jette dans la mer intérieure de Seto.